# Josephine Freje Simonsson
Josephine Freje Simonsson, född 4 april 1982, är en svensk journalist, som främst ägnat sig åt grävande journalistik.

## Karriär
Sedan år 2006 har Freje Simonsson arbetat som journalist. Hon har bland annat arbetat för Sveriges Radios program P3 Nyheter och P3 Granskar (i P3:s sändningar hade hon ibland smeknamnet "Gräv-Josse"). Hon har också gjort reportage för P1 om personer som vill ta lagen i egna händer mot pedofiler.
2014 blev hon programledare för SVT:s konsumentprogram Plus. Från november 2015 arbetade hon som utrikeskorrespondent och grävreporter för Expressen. För Expressen granskade hon bland annat vänsterextremister. Våren 2019 var hon programledare för Fuskbyggarna på TV4.
Under 2021 hängde Josephine Frejes tidigare arbetsgivare Expressen ut henne och påstod felaktigt att hon, som frilansat sedan år 2006, var en "SR-reporter" med en "knarkfabrik" i källaren. Josephine Freje var aldrig åtalad för brott och Expressens publicering kritiserades hårt av flera debattörer och Medieombudsmannen – och Expressen dubbelfälldes slutligen av Mediernas Etiknämnd.
Under 2022 gjorde Josephine Freje program för TV4 Kalla Fakta, där hon granskade hur föräldrar som slår vinner vårdnadstvister – samt en granskning om frimurarna i rättssamhället.
Våren 2023 startade Freje Simonsson produktionsbolaget Imperiet Media AB, delägare är Josephine Freje och den prisbelönta journalisten Sophia Djiobaridis. Båda har arbetat tillsammans på Uppdrag Granskning, SVT. Under 2023 hörs Josephine Freje bland annat som en av två programledare i Fängelsepodden, Podme.
Josephine Freje har också suttit i styrelsen för Föreningen Grävande Journalister och föreläser om journalistik, bland annat på Gräv, JMG och FOJO.

### Priser
Freje Simonsson vann Pennskaftspriset 2010 för flera granskande inslag i Sveriges Radio P3 Brunchrapporten. Freje tilldelades priset främst för granskningen av sjukhusens rutiner vid ultraljud, som visade att friska foster aborteras av misstag samt för undersökningen av behandlingen av våldtagna män hos landets myndigheter och sjukvård. Josephine Freje tilldelades också Stockholm Prides Regnbågspris 2010, för att i en granskning – tillsammans med P1 Kaliber och P3 Brunchrapporten – ha uppmärksammat hur religiösa ungdomsorganisationer som får miljoner i statliga bidrag diskriminerar mot HBTQ-personer. 2011 fick hon som en del av P1 Kalibers redaktion Advokatsamfundets journalistpris.
Josephine Freje nominerades 2012 till Guldspaden i kategorin för riks-tv, för sitt första tv-program (Uppdrag granskning om våldtäktsmän i taxi och färdtjänst). År 2014 vann Josephine Freje Guldspaden tillsammans med researcher Julija Sidner för sin granskande serie Psykbryt, som publicerades i tidskriften Faktum som tog hem 2 av 3 nomineringar i tidskriftsklassen. Motiveringen: "För att med gedigen metod ha visat hur samhällets mest utsatta patienter har svikits grovt av dem som skulle skydda dem." Under 2017 var hon tillsammans med flera kollegor på Expressen nominerad till Guldspaden 2016, i klassen Årets Nytänkare för serien Utanförskapet inifrån
Hon vann Guldörat 2022 i kategorin Årets intervju – podd, för intervjun med Janne Tuomela i Utanför murarna/Den leende styckmördaren. Juryns motivering löd: ”Vissa dörrar är tyngre än andra att öppna. När en djärv reporter tar med sin lyssnare in i ett rum dit få eller inga skulle våga gå frivilligt, blir lyssnaren den där flugan på väggen som aldrig vill lämna sin plats. Med ett bra researcharbete, fin storytelling och intervjuteknik har vi en vinnare.”